# Gregorio de Tapia y Salcedo

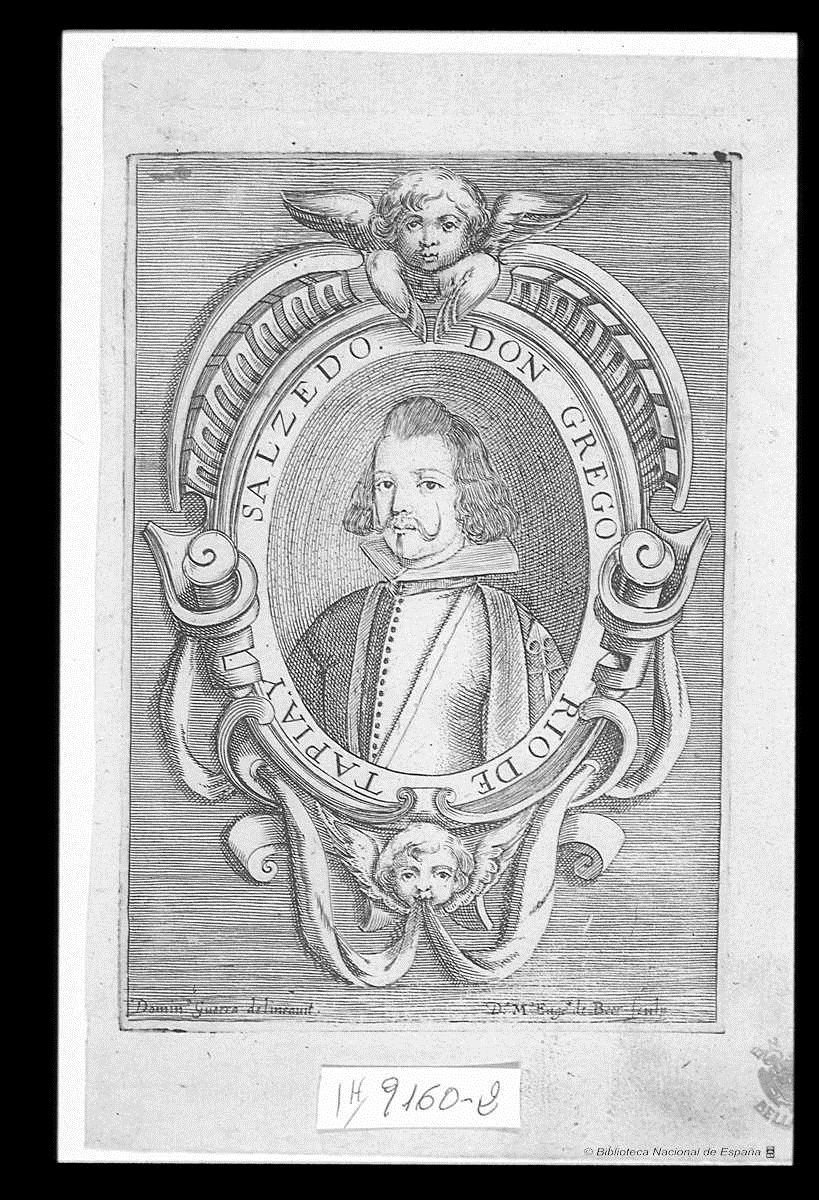
Retrato de Gregorio de Tapia y Salcedo según un grabado de María Eugenia de Beer por dibujo de Domingo Guerra Coronel, Biblioteca Nacional de España.

Gregorio de Tapia y Salcedo (Madrid, 1617-1671), caballero santiaguista y autor de un tratado de equitación, los datos básicos de su biografía se encuentran en los Hijos de Madrid de José Antonio Álvarez Baena.
Bautizado el 27 de septiembre de 1617 en la parroquia de Santiago de Madrid, hijo de Gregorio Cuero y Tapia, secretario de Estado del rey Felipe IV, y de Catalina de Salcedo y Tapia, estudió con los jesuitas en el Colegio Imperial. En febrero de 1639 fue recibido en la Orden de Santiago, en la que desempeñó los cargos de fiscal y procurador general. A su historia y reglas dedicó tres de sus escritos: Memorial de la antiguedad de la Sagrada Orden de Santiago, reina de Zale sobre las demas militares de España (Madrid, 1650), Modo de armar caualleros i de dar el abito de la orden de señor Santiago (Madrid, 1658) y Epitome de la vida, y milagros de la Serenissima Infanta Doña Sancha Alfonso  (Madrid, 1668).
Propietario de una rica biblioteca y colección de pinturas, con aficiones poéticas —publicó una colección de epigramas con el título Monte Parnaso en seis cumbres— y miembro de las academias de los Anfistilos de Roma y de los Infuriatos de Nápoles, además de traductor de Il Coriolano de Virgilio Malvezzi —Alcibiades capitán i ciudadano ateniense, Madrid, 1668—, en 1643 dio a luz en Madrid Exercicios de la Gineta, que defiende como la más aventajada y principal forma de monta, con dedicatoria al príncipe Baltasar Carlos y grabados calcográficos abiertos por María Eugenia de Beer.